# Stade Municipal de Kintélé
El Estadio Municipal de Kintélé (en francés: Stade Municipal de Kintélé), también llamado Stade Olympique de Brazzaville, es un estadio multiusos localizado en la ciudad de Brazaville, República del Congo. El recinto posee una capacidad para 60 050 personas y fue inaugurado el 1 de septiembre de 2015 con un partido amistoso que enfrentó a la Selección del Congo ante Ghana y que contó con la presencia del presidente de la república, Denis Sassou Nguesso.
El estadio fue entre el 4 y el 19 de septiembre de 2015 la sede de la 11.ª edición de los Juegos Panafricanos, en donde albergó las ceremonias de apertura y clausura, además de las pruebas atléticas.